# Thorildsplan

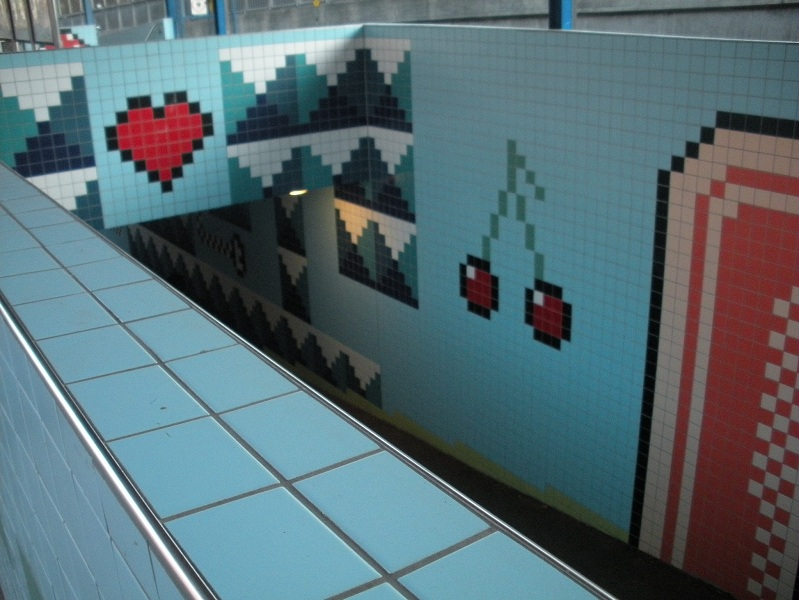
Prace Larsa Arrheniusa

Thorildsplan – powierzchniowa stacja sztokholmskiego metra, leży w Sztokholmie, w dzielnicy Kungsholmen, w Kristineberg. Na zielonej linii (T17, T18 i T19), między stacjami Kristineberg a Fridhemsplan. Dziennie korzysta z niej około 7 700 osób.
Stacja znajduje się równolegle do Drottningholmsvägen przy Lindhagensplan, u wejścia do tunelu pod Drottningholmsvägen. Ma jedno wyjście przy Drottningholmsvägen na wysokości Thorlidsvägen. Stację otworzono 26 października 1952, składy jeździły wówczas na linii Hötorget-Vällingby. Ma jeden peron.

## Sztuka
- Obraz Thomas Thorild, geniusz, wynalazca, myśliciel autorstwa Tobiasa Apelgrena i Lou Åberga, 1998[3]
- Rzeźba słońca, Huck Hultgren, 1975[4]
- Klinkierowe ściany inspirowane grami komputerowymi, Lars Arrhenius, 2008

## Czas przejazdu
| Linia | Stacja          | Czas przejazdu | Stacja                         | Czas przejazdu       |
| T17   | Åkeshov         | 11 min         | T-Centralen Gamla stan Slussen | 11 min 13 min 14 min |
| T17   | Skarpnäck       | 31 min         | T-Centralen Gamla stan Slussen | 11 min 13 min 14 min |
| T18   | Alvik           | 4 min          | T-Centralen Gamla stan Slussen | 11 min 13 min 14 min |
| T18   | Farsta strand   | 35 min         | T-Centralen Gamla stan Slussen | 11 min 13 min 14 min |
| T19   | Hässelby strand | 23 min         | T-Centralen Gamla stan Slussen | 11 min 13 min 14 min |
| T19   | Hagsätra        | 34 min         | T-Centralen Gamla stan Slussen | 11 min 13 min 14 min |

## Otoczenie
W najbliższym otoczeniu stacji znajdują się:
- Campus Konradsberg
- Stockholms Universitet/Lärarhögskolan
- Stockholms Internationella Montessoriskola
- Thorlidsplans gymnasium
- Rålambshov
- Rålambshovsskolan